# Kasey McAteer
Kasey McAteer (Northampton, 22 de noviembre de 2001) es un futbolista británico que juega en la demarcación de centrocampista para el Leicester City F. C. de la EFL Championship.

## Trayectoria
Empezó a formarse como futbolista en la cantera del Leicester City F. C. Después de varias temporadas en las categorías inferiores del club, finalmente debutó con el primer equipo el 12 de diciembre de 2021 en un encuentro de la Premier League contra el Newcastle United F. C., partido que finalizó con un marcador de 4-0 tras el gol de Patson Daka, James Maddison y un doblete de Youri Tielemans. El mes siguiente jugó un partido de FA Cup ante Watford F. C. antes de ser cedido al Forest Green Rovers F. C. hasta final de temporada.
El 31 de enero de 2023 fue cedido al A. F. C. Wimbledon por seis meses.

## Selección nacional
El 7 de septiembre de 2024 hizo su debut con la selección de Irlanda en un encuentro de la Liga de Naciones de la UEFA frente a Inglaterra que perdieron por cero a dos.

## Estadísticas

### Clubes
Actualizado al último partido disputado el 25 de mayo de 2025.
| Club                               | País       | Año       | Partidos | Goles |
| ---------------------------------- | ---------- | --------- | -------- | ----- |
| Leicester City F. C.               | Inglaterra | 2021-2022 | 2        | 0     |
| Forest Green Rovers F. C. (cedido) | Inglaterra | 2022      | 9        | 0     |
| Leicester City F. C.               | Inglaterra | 2022-2023 | 2        | 0     |
| A. F. C. Wimbledon (cedido)        | Inglaterra | 2023      | 18       | 1     |
| Leicester City F. C.               | Inglaterra | 2023-     | 49       | 8     |

## Palmarés

### Campeonatos nacionales
| Título           | Equipo               | País       | Año  |
| ---------------- | -------------------- | ---------- | ---- |
| EFL Championship | Leicester City F. C. | Inglaterra | 2024 |